# Leila Kenzle
Leila Kenzle est une actrice américaine née le 16 juillet 1960 à Patchogue, Long Island (États-Unis).

## Filmographie
- 1990 : The World According to Straw (TV) : Gina DeSalvo
- 1991 : Larry le liquidateur (Other People's Money) : Marcia
- 1996 : Le Droit d'être mère (All She Ever Wanted) (TV) : Jessie Frank
- 1997 : Breast Men : Arlene
- 1998 : DiResta (série TV) : Kate DiResta (unknown episodes)
- 1999 : Quelle vie de chien! (Dogmatic) : Amy
- 2000 : Enemies of Laughter : Woman #1
- 2002 : Laurier blanc (White Oleander) : Ann Greenway
- 2002 : Une nana au poil (The Hot Chick) : Julie, April's Mom
- 2003 : Identity de James Mangold : Alice York